# 다실 사페리
다실 사페리(Darsheel Safary, 1996년 3월 9일 ~ )는 인도의 배우이다.

## 출연 작품
- 지상의 별처럼 (2007)